# Stoked : Ça va surfer !
Stoked : Ça va surfer ! (Stoked) est une série télévisée d'animation canadienne en 52 épisodes de 22 minutes créée par Tom McGillis et Jennifer Pertsch, produite par Fresh TV, et diffusée entre le 25 juin 2009 et le 26 janvier 2013 sur Teletoon, et aux États-Unis à partir du 16 juillet 2009 sur Cartoon Network.
Au Québec, la série a été diffusée à partir du 26 juin 2009 sur Télétoon et en France sur Télétoon+.

## Synopsis
Dans la série, on retrouve un groupe de jeunes amateurs de surf réunis le temps d'un été sur une plage légendaire afin d'y vivre le rêve de tout surfeur : un été sans fin. Ils sont là pour travailler dans un hôtel de renommée mondiale, Le Paradis des Surfeurs, convaincus qu'ils y vivront un été inoubliable. Cependant, leurs rêves se confrontent à la réalité : des emplois lamentables, d'horribles uniformes, aucun respect, des chambres miteuses et un complexe hôtelier tape-à-l'œil et de mauvais goût et un patron injuste.

## Distribution

### Voix françaises
- Alexandre Nguyen : Roch
- Ariane Aggiage : Fred/Surfer 4
- Delphine Braillon : Emma/Marine 2
- Jessica Monceau : Lou/Marine 1
- Stéphane Pouplard : Johnny/Surfer 1
- Raphael Cohen : Poto/Surfer 2
- Jonathan Amram : Loofer/Surfer 3

Adaptation française : Jean-Yves Jaudeau - Nathalie Castellani

### Voix québécoises
- Martin Watier : Reef
- Élisabeth Lenormand : Emma/Foncé 1
- Marc-André Bélanger : Johnny/Surf 4
- Claudia-Laurie Corbeil : Lo Ridgemount/Foncé 2/Foncé 4
- Benoit Rousseau : père de Lo/Surf 1
- François Trudel : André Drummer/Surf 2
- Hugolin Chevrette : Broseph/Surf 3
- Camille Cyr-Desmarais : Joséphine/Foncé 3

 Source et légende : version québécoise (VQ) sur Doublage.qc.ca

## Personnages

### Personnages principaux
- Roch :

Roch est un des quatre nouveaux stagiaires au Paradis des Surfeurs. Grâce à un changement de poste de dernière minute, Roch devient le nouveau moniteur de surf de l'hôtel à la place de Fred. Roch est un grand compétiteur né, il déteste perdre surtout quand c'est contre une fille. Pour impressionner les jolies touristes, il aime user de ses muscles. Il craque pour Fred dès le premier jour et on finit par les voir souvent ensemble bien qu'il aime la rendre jalouse. Lors de la saison 2 il sort avec Lo (il lui a aussi chanté une chanson d'amour). On apprend lors d'un épisode que le vrai prénom de Roch est Roger.
- Fred McCloud :

Fred est l'une des filles. Pour elle, les femmes peuvent surfer aussi bien que les hommes. Elle était supposée être prof de surf, mais par un changement de poste, elle devient femme de chambre. Fred est franche, honnête, fonceuse et n'a pas peur d'envoyer balader Roch à la première occasion. Elle se lie d'amitié tout de suite avec Emma et les autres membres, même Roch. Elle va souvent le traiter de kook. Le surf est sa priorité, mais elle est souvent là quand on a besoin d'aide. Elle est un véritable garçon manqué. Dans la saison 2, elle est jalouse du couple de Roch et Lo. Elle est aussi contre les concours de bikini.
- Emma Mackenzie :

Emma est la petite nouvelle du groupe car elle n'a jamais fait de surf, bien qu'elle adore tout ce qui est lié à cette passion. Elle est timide, gentille, douce et très maladroite, ce qui fait son charme. Elle sait toujours s'en sortir, avec une aide la plupart du temps. Elle s'entend très bien avec tout le groupe. Elle est serveuse à la salle à manger et fera des gaffes, mais s'en sortira souvent avec brio. Elle est également amoureuse de Ben, le frère de Lo. Elle est jalouse de Kelly, qui ne sort avec Ben que par intérêt.
- Poto :

Poto est celui qui s'occupe des valises à l'hôtel, mais la plupart du temps, il est sur les vagues. Toujours calme, il prend la vie à la légère, il est le plus amusant du groupe et va s'entendre tout de suite avec Roch : ils adorent le surf, les fêtes et surtout les filles. Poto est souvent dans la lune, mais arrive souvent à se sortir des pires ennuis. Et à ce qu'on sait, il ne surfera que pour le plaisir et n'aura jamais de sponsor. Mais dans un épisode Roch et Fred font en sorte qu'il ait un sponsor sans qu'il s'en rende compte. Dans un épisode, il réussit une figure rarissime, un pied de nez à l'épouvante. Seule une personne avant lui a réussi à faire cette figure. Puis, il restera 6 mois à l'hôpital et ne fera plus jamais de surf. Il a cru qu'une caméra l'avait filmé sauf qu'elle était débranchée. Il a donc pris le DVD de la caméra pour l'enterrer sur la plage en espérant que des surfeurs du futur le déterrent.
- Lo « Lorraine » Ridgemound :

Lo est la fille du patron de l'hôtel. Elle est gâtée, mais se fera tout retirer à cause d'une fête qui tourne au cauchemar. Son père la fera travailler à l'hôtel comme serveuse pour lui apprendre à être responsable. Elle deviendra l'amie d'Emma, Fred, Poto et Rock et fera tout pour regagner la confiance de son père et lui montrer qu'elle a changé. Son petit frère Lucas de 12 ans ne lui rendra pas la tâche facile, mais elle trouvera toujours le moyen de lui rendre la monnaie de sa pièce (ce qui lui attire des ennuis par la suite). Elle a aussi un autre frère de 17 ans, Ben. Elle adore aller surfer avec Emma et Fred pour parler de tout. Elle est très belle et sait aussi comment obliger Roch, avec qui elle sera en couple durant la 2e saison, à lui faire ce qu'elle veut.
- Johnny  :

Johnny est un ancien stagiaire du Paradis des Surfeurs. Il travaille actuellement en tant que réceptionniste de l'hôtel. Il est secrètement amoureux d'Emma qui, elle, pense à Ben et ne se soucie pas de l'amour qu'il éprouve pour elle, ce qui l'ennuie souvent. Il n'a pas de succès avec les filles, est maladroit au surf et est souvent sous-estimé ou mis à l'écart, mais il est toujours là quand on a besoin de lui et se tire lui et ses amis de situations difficiles, en particulier avec Emma. Il remet souvent les jeunes stagiaires sur le droit chemin par ailleurs et aime bien s'amuser. Il ne sait pas garder des secrets.

### Personnages secondaires
- Ben Ridgemount :

Le frère de 17 ans de Lo. Il surfe aussi. Il n'a aucune idée de l'amour d'Emma, même s'il est bien évident. Son passe-temps : enregistrer des vidéos de surf. Il souhaite en faire une carrière. Au début, il ne pouvait pas se souvenir du nom d'Emma, mais il se rattrape plus tard. Malgré de nombreuses erreurs d'Emma (espionnage sur lui et sa copine dans les théâtres, indiquer la plage secrète à quelqu'un qui apporte plus tard des amis et cracher une guimauve dans ses yeux), il ne se fâche pas avec Emma et est très patient et indulgent avec elle. Il est également ami avec les personnes âgées. Il sort aussi avec Kelly ce qui rend Emma très jalouse.
- M. Ridgemount :

Père de Lo, Ben et Lucas, propriétaire, fondateur et chef de la chaîne Hôtel Ridgemount, il est dit être normalement indulgent envers sa fille, la laissant en général tout se permettre. Cependant, elle est principalement punie par lui pour avoir fait une fête de fin d'école au Paradis des Surfers qui tourna très mal. Il lui donna un emploi à l'hôtel et l'envoya à vivre dans la maison des stagiaires afin qu'elle puisse lui prouver qu'elle peut être responsable et regagner sa confiance.
(Anecdote : Dans tous les épisodes du dessin-animé, le visage de M. Ridgemount n'a jamais été montré pour une raison inconnue). Lors de la saison 2, il désapprouvera totalement la relation de Roch et Lo et essayera même de trouver un prétexte pour renvoyer Roch.
- Rosie :

Une des femmes de ménage de l'hôtel. Elle a déjà travaillé avec Fred.
- Adrien Castier :

Il est le gérant de l'hôtel. Très strict, il appelle les stagiaires bande de mutants.
- Kelly :

Kelly est la patronne d'Emma à la SAM (salle à manger). Elle ne sort avec Ben que pour l'argent de son père et cela rend Emma folle de rage.
- Buster et Sonny :

Buster est un requin et Sonny un petit poisson jaune qui s'amusent dans l'aquarium de la réception et qui font plein de tours drôles.
- Kahuna :

Kahuna est celui qui conduit le bus de l'hôtel. Il a aussi une cabane sur la plage. Il est un peu étrange parfois. Il connaît toutes les informations concernant le surf. Il est sorti lors de la saison 1 avec la mère de Roch.
- Loofer :

Il est un employé senior de l'hôtel qui était là l'année passée. Il peut paraître sale au premier regard mais quand il n'est pas avec son pote, il est très gentil. Emma le remarquera et ils sortiront ensemble le temps d'un épisode. Il s'amuse souvent à péter avec son ami Lens.
- Lens :

C'est le meilleur ami de Loofer. Quand ce dernier se met à sortir avec Emma, Lens devient malheureux.
- Max à la frite :

C'est le vendeur des queues de castor et travaille secrètement à l'hôtel.
- Lucas :

C'est le petit frère de Lo ; il est lui aussi très gâté.
- Le capitaine Sam :

C'est le gérant de l'hôtel concurrent direct du Paradis des Surfers et l'ennemi juré du père de Lo.
- Le squale :

C'est la mascotte requin du paradis des surfeurs.

## Lieux
- Le Paradis des surfeurs
- La maison des stagiaires
- La grande plage

## Épisodes

### Première saison (2009-2010)
1. Bienvenue au Paradis des surfeurs (1re partie) (Welcome to Paradise Dudes)
2. Bienvenue au Paradis des surfeurs (2e partie) (Another Grom Bites the Dust)
3. Dur à planche (Board and Confused)
4. Une semaine au bureau (Take your Kook to Work Day)
5. Trop, c'est comme pas assez (Waves of Cheese)
6. Un visiteur très, très, très important (The Very Very Very Very Very Important Guest)
7. Un orteil en moins (Hang 9)
8. Autant en emportent les vagues (Fast Times When the Rip Tide's High)
9. Rock et la malédiction du totem (Reef and that Evil Totem)
10. Une nuit de surf (Charging Into the Night)
11. Où est Ben? (O Broseph, Where Are You?)
12. L'Épopée ridicule de Rock, Ben et Emma (Rock, Ben and Emma's Totally Stupid Adventure)
13. Les Planches de la gloire (Boards of Glory)
14. Groms en folie! (Groms Gone Wild!)
15. Un amour de chanteur (Chum Music)
16. La Petite Chambre des horreurs (Penthouse of Horror)
17. Mademoiselle Whahine (Mr Whahine)
18. Le Vol du baleinobus (Grand Theft Whale Bus)
19. Un garçon nommé Lancelot (A Boy Named Leslie)
20. La Guerre des mascottes (Who Knows What Evil Lurks in the Heart of Clam?)
21. Les Claques à couper (Slumber Party Animals)
22. Tout est bien (Endless Bummer)
23. Seuls au monde (BroFinger)
24. Surf de style (A Prank Too Far)
25. Ma pirate bien-aimée (The Pirate Who Came to Lunch)
26. Une vie sans vague (The Day the Sea Stood Still)

### Deuxième saison (2010-2013)
1. Un surf pour 4 (The Make-Out Fake-Out)
2. Surfinator (Surf Surf Revolution)
3. Le Bon, La brute et Le surfeur (The Captain, The Grom, His Job and Her Dream)
4. Fais pas le clone (Will the Real Broseph Please Stand Up)
5. Mission queue de castor (I Like Beaver Butts and I Cannot Lie)
6. Des heures supp (Sick Day)
7. Amour, Gloire et Surf (Channel Surfers)
8. Gothique surf (Grommy the Vampire Slayer)
9. Le Magicien des vagues (Grumpy Old Brahs)
10. Princesse gâtée (Hunka Hunka Burnin' Reef)
11. La Communauté du short (Boardy Brotherhood)
12. Scooter en folie (Safety Last)
13. Surfons sous la pluie (Clinging in the Rain)
14. De l'art ou du cochon (My Fair Leslie)
15. Alerte à Poto-Place (Browatch)
16. Match au sommet (Bad Sports)
17. Casse-tête pour casse-pieds (Days of Bummer)
18. La Fureur du trouillard (The Reefinator)
19. Le Chevalier de la chaise à roulette (Dirty Little Secret, Nerdy Little Secrets)
20. Le Monde à l'envers (Sweet, Sweet, Meat Cheat)
21. Un voleur au Paradis des Surfeurs (To Catch a Reef)
22. Les surfeurs ont du talent (Surfer's Got Talent)
23. C'est la lutte finale (Groms on Strike)
24. Un week-end très cool (Heartbreak Hotel)
25. À la poursuite de l'ambre gris (All We Are Saying is Give Reef a Chance)
26. Crâne d’œuf contre Touffeman (Grom Fest)

## Diffusion
- Au Canada, Télétoon a diffusé 39 épisodes entre 2009 et 2010, puis un épisode inédit en avril 2012, et la suite dès septembre.
- Aux États-Unis, Cartoon Network a arrêté la diffusion après le 22e épisode de la premiere saison[2].
- En Australie, tous les épisodes ont été diffusés en 2010 et 2011.
- En France, la série est diffusée depuis l'été 2011 sur Télétoon+ puis rediffusée sur France 3.